# Schladming
 Der er for få eller ingen kildehenvisninger i denne artikel, hvilket er et problem. Du kan hjælpe ved at angive troværdige kilder til de påstande, som fremføres i artiklen.
Schladming er en by i Østrig med ca. 6.000 indbyggere og ligger i delstaten Steiermark.
Schladming er flere gange blevet kåret til Europas bedste skisportssted,
med gode faciliteter og mange hyggelige steder. De 4 bjerge hedder Planai, som har det største pisteområde, Hochwurzen & Reiteralm samt Hauser Kaibling på østsiden. På Planai bliver der nogle gange holdt FIS skistævner. Nede i byen er der mange hyggelige butikker og restauranter. Schladming er en gammel mineby.

## Bydelen Rohrmoos
Rorhmoos er en del af byen Schladming. Bjerget, og hele pisteanlægget, Hochwurzen er placeret ved Rohrmoos-bydelen, hvorfor mange hoteller, lejlighedskomplekser og butikker er placeret i denne bydel.

## Untertal
Untertal er placeret cirka 3 kilometer fra Schladming by, men er stadigvæk karakteriseret som værende en aktiv del af Schladming. Untertal har kort afstand til Rohrmoos-området og således nem pisteadgang til både Hochwurzen og Planai.
Untertal huser enkelte butikker og et aktivt foreningsliv med fodbold. Man finder desuden to luksushoteller i byen.

## Trafik
ÖBB er det nationale togselskab og kører til stationen i Schladming, som er en del af det nationale tognetværk. Herfra afgår der tog mod resten af Østrig, heriblandt hovedstaden Wien. Med et enkelt skift kan rejsende køre til München i Tyskland, Budapest i Ungarn, samt Milano i Italien. Den nærmeste lufthavn er placeret i Salzburg, men mange skiturister vælger at lande i München.